# القصاصين (مركز)
مركز القصاصين، مركز إداري مصري. يقع في محافظة الإسماعيلية الواقعة في جمهورية مصر العربية. القاعدة الإدارية للمركز هي مدينة القصاصين الجديدة.